# Olbia (Oekraïne)

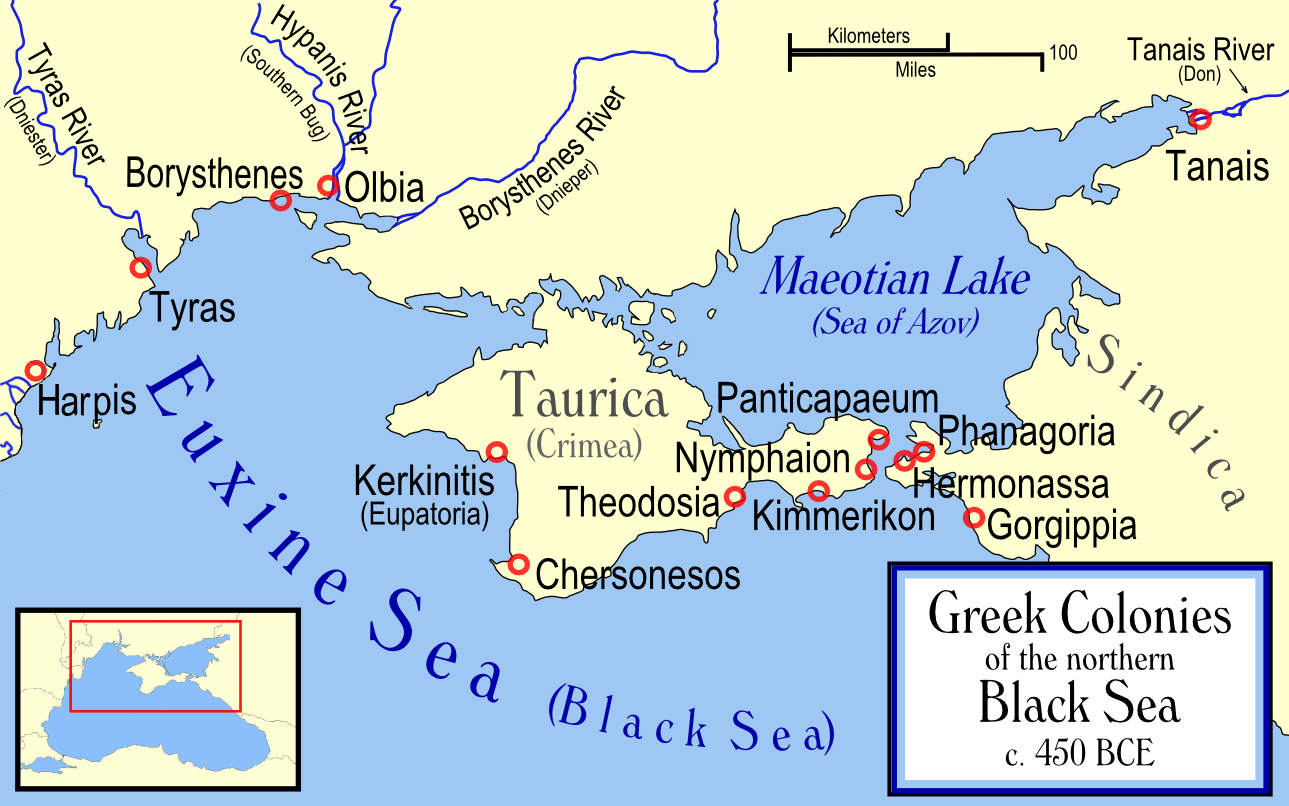
Olbia en andere Griekse kolonies langs de noordkust van de Zwarte Zee in de 5e eeuw v.C.

Olbia, voluit: het Pontische Olbia (Gr. Ὀλβία Ποντική) of Olvia is een Griekse kolonie, in 663 v.Chr. gesticht door de Milesiërs op de kust van het estuarium van de Boeg (Gr. Ὕπανις, Hypanis). De haven van Olbia was een van de grootste handelsplaatsen aan de Zwarte Zee; van hieruit werden graan, slaven en vis naar Griekenland geëxporteerd en allerlei Griekse waren, bestemd voor het Scythische achterland, geïmporteerd.

## Plattegrond
De driehoekige site van de Griekse kolonie omvat zo'n 50 hectare. De benedenstad, die nu grotendeels is weggespoeld door de loop van de Boeg, werd voornamelijk in beslag genomen door scheepsdokwerken en ateliers van handwerkslieden. De bovenstad was het woongebied en bestond uit rechthoekige blokken bebouwing met in het midden een agora met tempels. De hele stad was omringd door een stenen muur met uitkijktorens.

## Geschiedenis

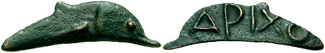
De voor Olbia typische munten geslagen in de vorm van opspringende dolfijnen.

De Griekse kolonie, die vanuit commercieel oogpunt zeer belangrijk was, bleef ongeveer 1000 jaar bestaan. In de 5e eeuw v.Chr., toen de stad werd bezocht door de geschiedschrijver Herodotus, werden er bronzen munten geslagen in de vorm van opspringende dolfijnen. Vergeleken met de ronde munten, die in de Griekse wereld gebruikelijk waren, waren deze muntjes nogal ongewoon; men beweerde dat deze vorm van munten afstamt van offertekens uit de tempel van Apollo in Olbia.
De geleerde Martin Litchfield West is van mening dat de vroege Griekse religie, met name de Orphische mysteriediensten, sterk beïnvloed zijn door Centraal-Aziatische sjamanenpraktijken: het grote aantal in Olbia gevonden Orphische graffiti bewijst in elk geval dat de kolonie een belangrijke schakel vormde in het contact tussen oost en west. Er woonden Grieken, Scythen en Sarmaten in de stad; Herodotus vermeldt ook een karavaanroute naar Centraal-Azië.
Toen de stad eenmaal een democratisch staatsbestel had ontwikkeld, werden de betrekkingen met Milete middels een verdrag geregeld, hetgeen de samenwerking van beide steden in hun verzet tegen Alexanders generaal Zopyrion in de 4e eeuw v.Chr. bevorderde.
Tegen het einde van de 3e eeuw v.Chr. ging het de stad economisch minder voor de wind en Olbia kwam zo noodgedwongen onder het gezag van koning Scilurus van Scythië. Tijdens het bewind van Mithridates Eupator kwam de stad opnieuw tot bloei, maar ze werd geplunderd door de Geten onder Burebista, een catastrofe die een abrupt einde maakte aan Olbia's economische voorspoed.
Hoewel de stad inmiddels twee derde van haar grondgebied was kwijtgeraakt, werd zij opnieuw opgebouwd onder de Romeinen, zij het op een kleinere schaal en met een bevolking die een grote verscheidenheid aan nationaliteiten kende. Dio Chrysostomus bezocht de stad en beschreef haar in zijn Borystheniticus (de stad werd ook vaak Borysthenes genoemd, naar de naam van de rivier de Dnjepr, niet ver ervandaan). De nederzetting werd opgenomen in de provincia Beneden-Moesia, maar werd in de 4e eeuw n.Chr., nadat ze minstens tweemaal was platgebrand tijdens de zogeheten Gotische of (Scythische) Oorlogen, definitief verlaten.

## Opgravingen

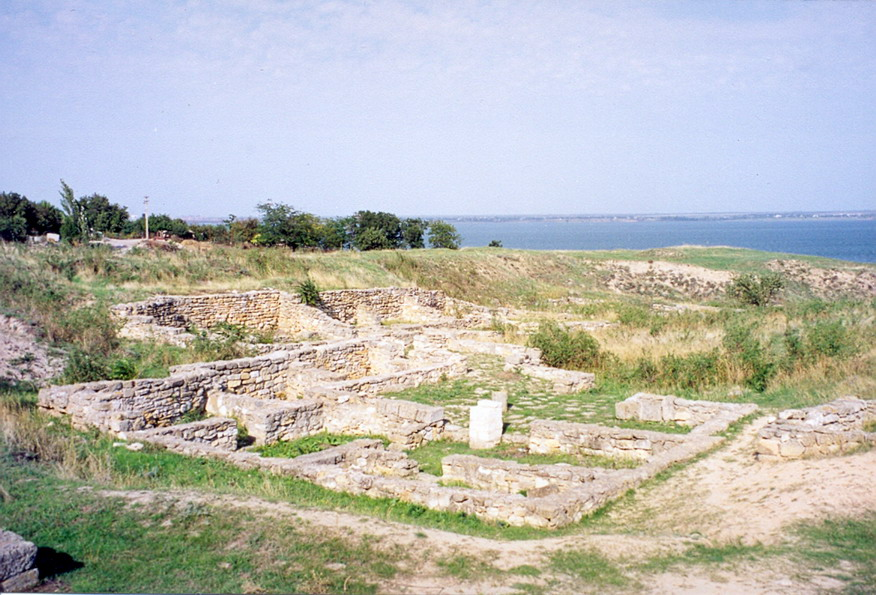
Opgravingen in het antieke Olbia.

De site van Olbia, tegenwoordig een archeologisch reservaat, ligt vlak bij het dorp Paroetino in het district Otsjakiv, oblast Mikolajiv. Voor 1902 was de plek in handen van de graven van Moesin-Poesjkin, die geen opgravingen op hun gebied toestonden. Onder leiding van prof. Boris Farmakovsky vonden echter professionele opgravingen plaats tussen 1902 en 1915 en tussen 1924 en 1926. Aangezien de site na de oudheid nooit meer bewoond is geweest, werden er legio archeologische vondsten gedaan, m.n. inscripties en beeldhouwwerk. Vandaag de dag voeren archeologen een race tegen de klok om de site verder te onderzoeken, want de plaats wordt langzaam maar zeker geërodeerd door de Zwarte Zee.